# Rue Adolphe-Jullien
Koordinaten: 48° 52′ N, 2° 21′ O
Die Rue Adolphe Jullien ist eine Straße im 1. Arrondissement von Paris.

## Lage
Die Rue Adolphe Jullien beginnt an der Rue de Viarmes 11 und mündet an der Hausnummer 40 auf die Rue du Louvre.
Die Straße ist mit der Metro-Linie   über die Station Les Halles, mit den RATP-Linien  67, 74 und 85 sowie mit den Nachtbus-Linien  N15 und N16 zu erreichen. Die Haltestelle der Buslinien heißt Coquillière - Les Halles.

## Namensursprung und Geschichte
Die 13 Meter lange und 28 Meter breite Straße wurde 1886 angelegt. Die Straße öffnete einen Zugang zur Bourse de commerce, der ehemaligen Pariser Warenbörse. Seit dem 5. April 1904 trägt die Rue Adolphe Jullien ihren heutigen Namen zu Ehren von Pierre-Alexandre Adolphe Jullien (1803–1873), als Chefingenieur verschiedener Eisenbahnlinien einer der wichtigsten Wegbereiter des Eisenbahnverkehrs in Frankreich.